# Henrique Avancini
Henrique Silva Avancini, né le 30 mars 1989 à Petrópolis, est un coureur cycliste brésilien spécialiste de VTT cross-country.

## Biographie
En 2018, il devient le premier cycliste brésilien de l'histoire champion du monde de VTT, grâce à son titre en VTT marathon.
Un message publié sur les réseaux sociaux en août 2021 après les Jeux Olympiques de Tokyo laisse un temps planer le doute quant à la suite de sa carrière mais il est finalement au départ de la coupe du monde l'année suivante, sur ses terres à Petrópolis.

## Palmarès en VTT

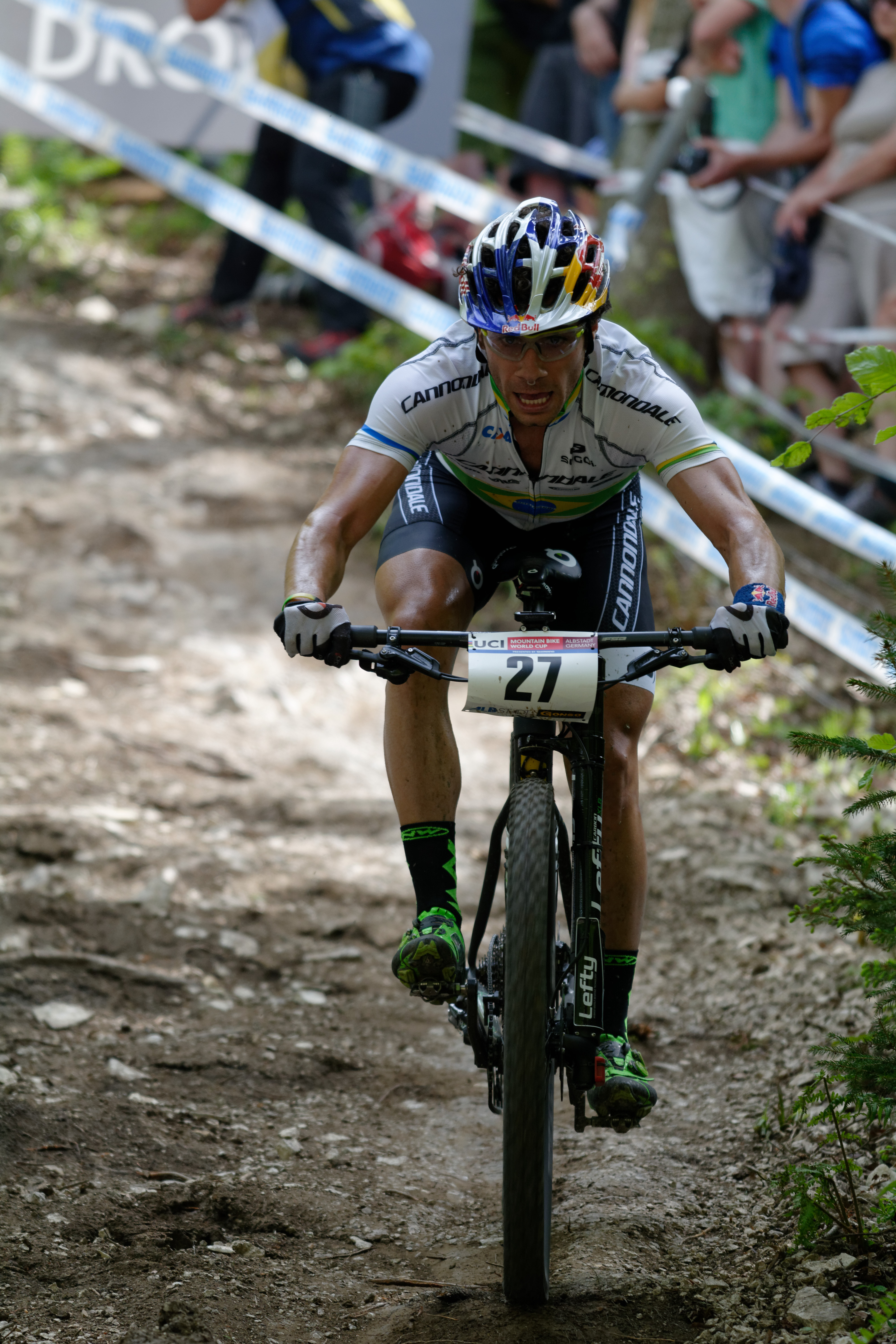
Henrique Avancini à la manche de Coupe du monde 2016 à Albstadt.

### Jeux olympiques
- Rio 2016
  - 23e du cross-country
- Tokyo 2020
  - 13e du cross-country

### Championnats du monde
- Auronzo di Cadore 2018
  -  Champion du monde de cross-country marathon
- Val di Sole 2021
  -  Médaillé d'argent du cross-country short track
  - 7e du cross-country
- Les Gets 2022
  - 7e du cross-country short track
- Glentress Forest 2023
  -  Champion du monde de cross-country marathon

### Coupe du monde
- Coupe du monde de cross-country
  - 2018 : 4e du classement général, vainqueur d'une course short track
  - 2019 : 3e du classement général, vainqueur d'une course short track
  - 2020 : pas de classement général établi, vainqueur d'une manche et une course short track
  - 2021 : 12e du classement général, vainqueur d'une course short track
  - 2022 : 20e du classement général
  - 2023 : 50e du classement général

- Coupe du monde de cross-country short track
  - 2023 : 44e du classement général

### Championnats panaméricains
- 2013
  -  Médaillé de bronze du cross-country
- 2015
  -  Médaillé d'or du cross-country
- 2016
  -  Médaillé d'argent du cross-country
- 2017
  -  Médaillé d'argent du cross-country
- 2022
  -  Médaillé d'or du cross-country
  -  Médaillé d'argent du short track

### Jeux panaméricains
- Lima 2019
  -  Médaillé d'argent du cross-country

### Jeux sud-américains
- 2014
  -  Médaillé d'or du cross-country

### Championnats du Brésil
- Champion du Brésil de cross-country juniors : 2006 et 2007
- Champion du Brésil de cross-country espoirs : 2008, 2009 et 2011
- Champion du Brésil de cross-country  : 2013, 2015, 2016, 2018, 2019, 2020, 2021, 2022 et 2023
- Champion du Brésil de cross-country short track  : 2020, 2021, 2022 et 2023
- Champion du Brésil de cross-country marathon  : 2013, 2016, 2018 et 2019